# Cepheus (Mondkrater)
Cepheus ist ein Einschlagkrater auf der nordöstlichen Mondvorderseite. Er liegt südlich von Atlas, südwestlich von Oersted und nordwestlich von Franklin.
Sein Wall ist terrassiert und mäßig erodiert, im Nordosten wird er von dem Nebenkrater Cepheus A überlagert. Das Innere weist einen Zentralberg auf.
Die Entstehungszeit des Kraters fällt in das eratosthenische Zeitalter.
| Buchstabe | Position           | Durchmesser | Link |
| --------- | ------------------ | ----------- | ---- |
| A         | 41,01° N, 46,48° O | 12 km       |      |

Der Krater wurde 1935 von der IAU nach dem mythischen König Kepheus offiziell benannt.